# Johannes van Maaren
Johannes Lambertus van Maaren (ur. 4 marca 1890 w Zaltbommel, zm. 6 czerwca 1963 w Amsterdamie) – holenderski zapaśnik walczący w stylu klasycznym. Trzykrotny olimpijczyk. Zajął dziewiąte miejsce w Paryżu 1924 i Amsterdamie 1928 i siedemnaste w Antwerii 1920. Walczył w wadze piórkowej i koguciej.

## Turniej wAntwerpii 1920
| Konkurencja          | Walki                  | Klas. końcowa |
| Konkurencja          | Przeciwnik I           | Miejsce       |
| -------------------- | ---------------------- | ------------- |
| 60 kg styl klasyczny | Daniel Gallery (USA) P | 17.           |

## Turniej wParyżu 1924
| Konkurencja          | Walki                  | Walki                    | Walki                  | Walki                 | Klas. końcowa |
| Konkurencja          | Przeciwnik I           | Przeciwnik II            | Przeciwnik III         | Przeciwnik IV         | Miejsce       |
| -------------------- | ---------------------- | ------------------------ | ---------------------- | --------------------- | ------------- |
| 58 kg styl klasyczny | Alberts Krievs (LAT) Z | Jeorjos Zerwinis (GRE) Z | József Tasnádi (HUN) P | Armand Magyar (HUN) P | 9.            |

## Turniej wAmsterdamie 1928
| Konkurencja          | Walki                     | Walki                 | Walki                  | Klas. końcowa |
| Konkurencja          | Przeciwnik I              | Przeciwnik II         | Przeciwnik III         | Miejsce       |
| -------------------- | ------------------------- | --------------------- | ---------------------- | ------------- |
| 58 kg styl klasyczny | Burhan Conkeroğlu (TUR) Z | Eduard Pütsep (EST) P | Jindřich Maudr (CSK) P | 9.            |